# Campo de Futebol (Santana)
Campo de Futebol – to stadion piłkarski w mieście Santana na Wyspach Świętego Tomasza i Książęcej. Swoje mecze rozgrywa na nim drużyna piłkarska Santana FC. Stadion może pomieścić 1 000 osób.